# روبرت دبليو. كيني
روبرت دبليو. كيني (بالإنجليزية: Robert W. Kenny) هو محامي وقاضي وسياسي أمريكي، ولد في 1901، وتوفي في 20 يوليو 1976. انتخب عضو مجلس ولاية كاليفورنيا.